# 권오준 (야구인)
권오준(權五俊, 1980년 3월 9일~)은 전 KBO 리그 삼성 라이온즈의 언더핸드 투수이자, 현 KBO 리그 삼성 라이온즈의 불펜코치이다.

## 선수 시절

### 삼성 라이온즈시절
1999년에 2차 1라운드 지명을 받아 입단했다. 입단 초기에는 팔꿈치 부상으로 수술을 받으며 1군에 오르지 못해 별로 주목받지 못했고, 2000년 말 해병대 891기로 입대하여 상근예비역으로 복무했다.
제대 후 2003년에 처음으로 1군에 올라와 2004년부터 서서히 두각을 드러내기 시작해 마무리 투수로서 당시 현대 유니콘스 소속이었던 오재영과 함께 신인왕 경쟁을 했다. 2005년에는 시즌 초 주전 마무리 투수로 기용돼 활약했으나 시즌 중반 부진에 빠져 당시 한창 컨디션이 좋았던 신인 투수 오승환과 보직을 맞바꿔 셋업맨으로 등판했으며 본인(권오준)에 앞서 해크먼이 마무리 투수를 맡을 계획이었지만 제구력 불안 때문에 선발로 보직을 변경했고 소심한 성격-제구력 불안 탓인지 2005년 7월 5일  중도 퇴출됐다. 특히 2006년에는 32홀드로 당시 최다 홀드 신기록을 수립하며 홀드 1위를 차지했다.
2008년에 팔꿈치 부상으로 전력에서 이탈한 후 오랜 기간 동안 재활했고, 2009년 9월 22일 SK 와이번스와의 경기에서 복귀했다. 2010년에는 정현욱, 권혁, 안지만과 함께 리그 철벽 불펜 요원으로 활약했으나 시즌 중반에 다시 부상을 당해 재활과 복귀를 반복했다. 2011년에 셋업맨으로 다시 나섰지만 2012년 말에 팔꿈치 부상으로 또 한 번 토미 존 수술을 받았다. 2015년에는 70경기에 나와 8점대 평균자책점으로 부진했다. 2016년에는 초반에 방어율이 10점대로 굉장히 부진해 1군에서 말소됐지만 1군 콜업 후 굉장히 좋은 모습을 보여줬다.
2020년 10월 29일에 은퇴를 선언했으며 다음 날인 10월 30일에 은퇴 경기를 치렀다.

## 야구선수 은퇴 후
2021년부터 삼성 라이온즈의 2군 전력분석원으로 활동했고, 2022년부터 삼성 라이온즈의 재활군 투수코치로 활동했다.

## 일화
- 선수 시절 그가 구사했던 대표적인 구종은 서클 체인지업이었다. 이재학이 권오준의 그립을 보면서 서클 체인지업을 익혔다고 한다.[9]

## 별명
- 2005~2006년 당시 언더테이커의 테마곡을 등장송으로 써서 '오준테이커'라고 불렸다.
- 삼성의 필승 중간 계투조였던 그와 오승환의 영어 성을 묶어 언론에서는 "KO 펀치"라고 불렀다.[10]
- 필승 중간계투진을 맡았던 그와 권혁을 가리켜 성을 따 '쌍권총'이라고 불렸다.[11] 그가 부상으로 전력에서 이탈한 후 권오원과 권혁을 '쌍권총'이라고 불렀다.[12]
- 필승 중간계투조였던 그와 권오원, 권혁 등 3명을 '권 트리오'라고 불렸다.[13]

## 출신 학교
- 서울화곡초등학교
- 선린중학교
- 선린정보산업고등학교

## 통산 기록
| 연도 | 팀명   | 평균자책점 | 경기 | 완투 | 완봉 | 승 | 패 | 세 | 홀 | 승률  | 타자 | 이닝  | 피안타 | 피홈런 | 볼넷 | 사구 | 탈삼진 | 실점 | 자책점 |
| ---- | ------ | ---------- | ---- | ---- | ---- | -- | -- | -- | -- | ----- | ---- | ----- | ------ | ------ | ---- | ---- | ------ | ---- | ------ |
| 2003 | 삼성   | 3.13       | 13   | 0    | 0    | 0  | 1  | 0  | 1  | 0.000 | 94   | 23    | 22     | 2      | 5    | 1    | 10     | 9    | 8      |
| 2004 | 삼성   | 3.23       | 47   | 0    | 0    | 11 | 5  | 2  | 7  | 0.688 | 619  | 153.1 | 128    | 15     | 40   | 7    | 142    | 56   | 55     |
| 2005 | 삼성   | 2.29       | 46   | 0    | 0    | 3  | 1  | 17 | 1  | 0.750 | 247  | 63    | 47     | 4      | 14   | 3    | 69     | 17   | 16     |
| 2006 | 삼성   | 1.69       | 67   | 0    | 0    | 9  | 1  | 2  | 32 | 0.900 | 328  | 80    | 61     | 6      | 32   | 3    | 83     | 16   | 15     |
| 2007 | 삼성   | 3.41       | 34   | 0    | 0    | 3  | 5  | 0  | 6  | 0.375 | 154  | 34.1  | 32     | 2      | 11   | 6    | 28     | 18   | 13     |
| 2008 | 삼성   | 4.32       | 19   | 0    | 0    | 0  | 0  | 0  | 3  | 0.000 | 72   | 16.2  | 16     | 1      | 2    | 3    | 17     | 8    | 8      |
| 2009 | 삼성   | 0.00       | 2    | 0    | 0    | 0  | 0  | 0  | 0  | 0.000 | 9    | 1.2   | 2      | 0      | 2    | 0    | 1      | 0    | 0      |
| 2010 | 삼성   | 3.58       | 42   | 0    | 0    | 1  | 0  | 2  | 3  | 1.000 | 141  | 32.2  | 39     | 1      | 5    | 4    | 32     | 15   | 13     |
| 2011 | 삼성   | 2.79       | 53   | 0    | 0    | 1  | 1  | 0  | 11 | 0.500 | 203  | 48.1  | 48     | 2      | 10   | 2    | 52     | 17   | 15     |
| 2012 | 삼성   | 2.95       | 46   | 0    | 0    | 1  | 3  | 0  | 10 | 0.250 | 174  | 42.2  | 32     | 2      | 13   | 0    | 48     | 15   | 14     |
| 2014 | 삼성   | 18.00      | 1    | 0    | 0    | 0  | 0  | 0  | 0  | -     | 6    | 1     | 3      | 0      | 0    | 0    | 0      | 2    | 2      |
| 2015 | 삼성   | 8.04       | 30   | 0    | 0    | 0  | 0  | 0  | 0  | -     | 131  | 28    | 33     | 5      | 9    | 5    | 24     | 27   | 25     |
| 2016 | 삼성   | 3.88       | 41   | 0    | 0    | 1  | 3  | 0  | 7  | 0.250 | 194  | 46.1  | 48     | 9      | 11   | 3    | 35     | 20   | 20     |
| 2017 | 삼성   | 5.14       | 45   | 0    | 0    | 1  | 2  | 0  | 1  | 0.333 | 233  | 56    | 57     | 11     | 14   | 4    | 55     | 32   | 32     |
| 2018 | 삼성   | 3.95       | 47   | 0    | 0    | 3  | 1  | 1  | 2  | 0.750 | 189  | 43.1  | 43     | 7      | 12   | 3    | 52     | 21   | 19     |
| 2019 | 삼성   | 5.23       | 43   | 0    | 0    | 3  | 0  | 0  | 3  | 1.000 | 187  | 43    | 49     | 7      | 12   | 2    | 26     | 25   | 25     |
| 2020 | 삼성   | 8.44       | 17   | 0    | 0    | 0  | 2  | 0  | 1  | 0.000 | 72   | 16    | 22     | 3      | 3    | 0    | 10     | 18   | 15     |
| 통산 | 17시즌 | 3.64       | 593  | 0    | 0    | 37 | 25 | 24 | 88 | 0.597 | 3053 | 729.1 | 682    | 77     | 195  | 46   | 684    | 316  | 295    |